# Toadere Captari
Toadere Captari (în ucraineană Тоадере Каптарь, transliterat: Toadere Kaptari; n. 14 aprilie 1923 - d. 25 septembrie 1995) a fost un renumit rapsod, instrumentist și meșter popular român din regiunea Cernăuți, Ucraina. El este cunoscut ca fondator și conducător artistic, în 1948, al orchestrei de muzică populară „Izvoraș” din Costiceni, desființată în 2018.

## Perioada interbelică
Toadere Captari s-a născut pe 14 aprilie 1923 în satul Costiceni, situat în regiunea Cernăuți, într-o familie de țărani români. Perioada în care s-a născut era marcată de instabilitate economică și socială, dar acest lucru nu a împiedicat familia sa să cultive un mediu bogat în tradiții și valori culturale. De mic, Toadere a fost expus muzicii folclorice, un element esențial al comunității rurale românești. 
De la o vârstă fragedă, Toadere Captari a început să-și manifeste talentul muzical. Fascinat de sunetele instrumentelor populare, a început să-și creeze propriile instrumente improvizate, folosind resurse limitate din gospodărie. Acest talent nativ a fost remarcat de părinții săi, care, în ciuda dificultăților financiare, i-au cumpărat un acordeon de la târgul din Darabani. Aceasta a fost prima sa interacțiune serioasă cu un instrument muzical și punctul de plecare al unei cariere remarcabile.
La vârsta de 12 ani, Toadere Captari a început să participe la activitățile muzicale organizate la căminul cultural „Împăratul Traian” din Costiceni. Aici a avut ocazia să învețe să cânte la acordeon și, ulterior, la vioară, sub îndrumarea unor maeștri locali precum George Munteanu și Epifanie Supocoinâi. Preotul Ioan Nichita Chiriac din satul vecin Vancicăuți a jucat un rol esențial în formarea sa muzicală, învățându-l să perfecționeze interpretarea la vioara.
Perseverent din fire și ajutat de acel vrednic preot, tânărul Toadere Captari, deprinde secretele muzicii și devine un virtuoz violonist. Totodată, el mai pune stăpânire și pe tot felul de instrumente de suflat: fluier, nai, ocarină (pe care le meșterește cu mâna sa), trompetă și alte instrumente de suflat.
Pe la vârsta de 15 ani Toadere Captari începe să cânte în orchestra organizată de profesorul Epifanie Supocoinâi. De remarcat că formația muzicală a fost fondată pentru a îmbogăți paleta sonoră a corului căminului cultural, dirijat de directorul George Munteanu.
În 1938, Toadere Captari a participat alături de acest cor la Concursul Național de Muzică Corală Țărănească din București, organizat de către Fundația Culturală Regală „Principele Carol”. Formația condusă de profesorul George Munteanu s-a învrednicit de Premiul I la compartimentul „Autenticitatea costumului național românesc” și de Premiul II la interpretare corală. Acest succes l-a impulsionat pe Toadere pentru continuarea carierei muzicale.

## Perioada postbelică
Al Doilea Război Mondial a adus schimbări dramatice în viața lui Toadere Captari. Activitățile muzicale au fost întrerupte brusc, iar Toadere a fost nevoit să învețe meseria de croitorie la Darabani, România, pentru a-și câștiga existența. Deși războiul a pus o pauză temporară în cariera sa muzicală, pasiunea lui pentru muzică a rămas intactă.
După război, întors în satul natal, Toadere Captari și-a reluat activitatea muzicală. În 1946 Toadere s-a căsătorit cu o tânără croitoreasă, Eugenia Ungureanu, cu care a împărțit în viață și bucuriile, și necazurile. Au avut doi copii – un băiat, Gheorghe, și o fată, Lilia. 
În 1948, cu scopul de a păstra și promova muzica populară, Toadere Captari a înființat legendara Orchestra de muzică populară „Izvoraș” (inițial „Taraful lui Captari”), prima formație artistică populară românească din regiunea Cernăuți de după război, cu o puternică încorporare în tradiția tarafului vechi moldovenesc. 
Orchestra „Izvoraș” a devenit faimoasă pentru interpretările sale de muzică populară românească, fiind invitată la diverse festivaluri și concursuri naționale și internaționale. Orchestra a avut numeroase apariții la radio și televiziune, contribuind la popularizarea muzicii tradiționale românești. Printre primii soliști ai orchestrei s-a numărat și Sofia Rotaru, care a debutat în această formație înainte de a deveni o celebritate internațională.
În 1953, la Costiceni se deschide o nouă casă de cultură. De remarcat că primul director al instituției de cultură din Costiceni a fost Guțu Grigore al lui Atanasie, iar Toadere Captari era numit în funcția de conducător artistic.
În anul 1960, dar și în anii ce vor urma, Toadere Captari, prin multitudinea preocupărilor sale artistice, dar și din nostalgia după profesorul George Munteanu, organizează un cor mixt de aproximativ 50 de coriști și coriste, mai multe grupe vocale de femei și bărbați, un ansamblul vocal feminin, o formație de fluierași, un grup de dansatori, o orchestră de suflători, ulterior fanfara țărănească, etc.
Orchestra „Izvoraș” se bucura mereu de recunoaștere și apreciere. Au fost timpuri când formația condusă de Captari prezenta câte 50 de concerte anual, geografia fiind destul de vastă.
În 1964, Orchestra de muzică populară „Izvoraș” participă la inaugurarea televiziunii regionale din Cernăuți, cu un prim studioul la Țețina, unde fusese montată antena de emisie. Atunci a fost transmis primul concert televizat din regiunea Cernăuți pentru televiziunea din Kiev. „Izvorașul” din Costiceni condus de Toadere Captari a luat parte la acel concert.
Melodiile populare interpretate de formație au început să fie difuzate din ce în ce mai des la emisiunile postului de radio Cernăuți, apoi și la Televiziunea regională de Stat. Împreuna cu colectivul orchestrei și grupul vocal, Toadere Captari era invitat la diverse festivaluri raionale și regionale.
Sub conducerea lui Toadere Captari, orchestra „Izvoraș” a câștigat numeroase premii și a susținut turnee în întreaga Uniune Sovietică (Ucraina, Moldova, Rusia), precum și în România și Germania. Orchestra a devenit un simbol al identității culturale românești, participând la evenimente importante.
Datorită înaltului nivel de interpretate a cântecului popular, în 1972 orchestra „Izvoraș” a primit statutul oficial de „Colectiv Popular”.
Toadere Captari a participat chiar și la Festivalul Mondial al Tineretului și Studenților de la Berlin, iar în 1980, membrii orchestrei „Izvoraș” au întâmpinat în localitatea Mămăliga flacăra Olimpiadei de la Moscova. 

## Activitatea Pedagogică. Făuritor de instrumente muzicale
În paralel cu activitatea sa artistică, Toadere Captari a fost un promotor fervent al educației muzicale. 
La 29 mai 1959 obține certificatul de absolvire al Institutului de muzică din Cernăuți. La examenele de absolvire a cursurilor îi uimește pe pedagogi, cântând cu măiestrie la acordeon, fluier, vioară și nai. 
Prin urmare obține calificarea de dirijor de cor și interpret solist la domră. Acest lucru îi oferă posibilitatea să deschidă la Costiceni o filială a școlii de muzică din Noua Suliță cu clasele de vioară, acordeon, pian, țambal și instrumente de fanfară, devenind directorul acestei filiale, totodată și învățător la clasa de vioară. Prin eforturile sale educaționale, a format generații de tineri muzicieni, contribuind la perpetuarea tradițiilor muzicale românești.

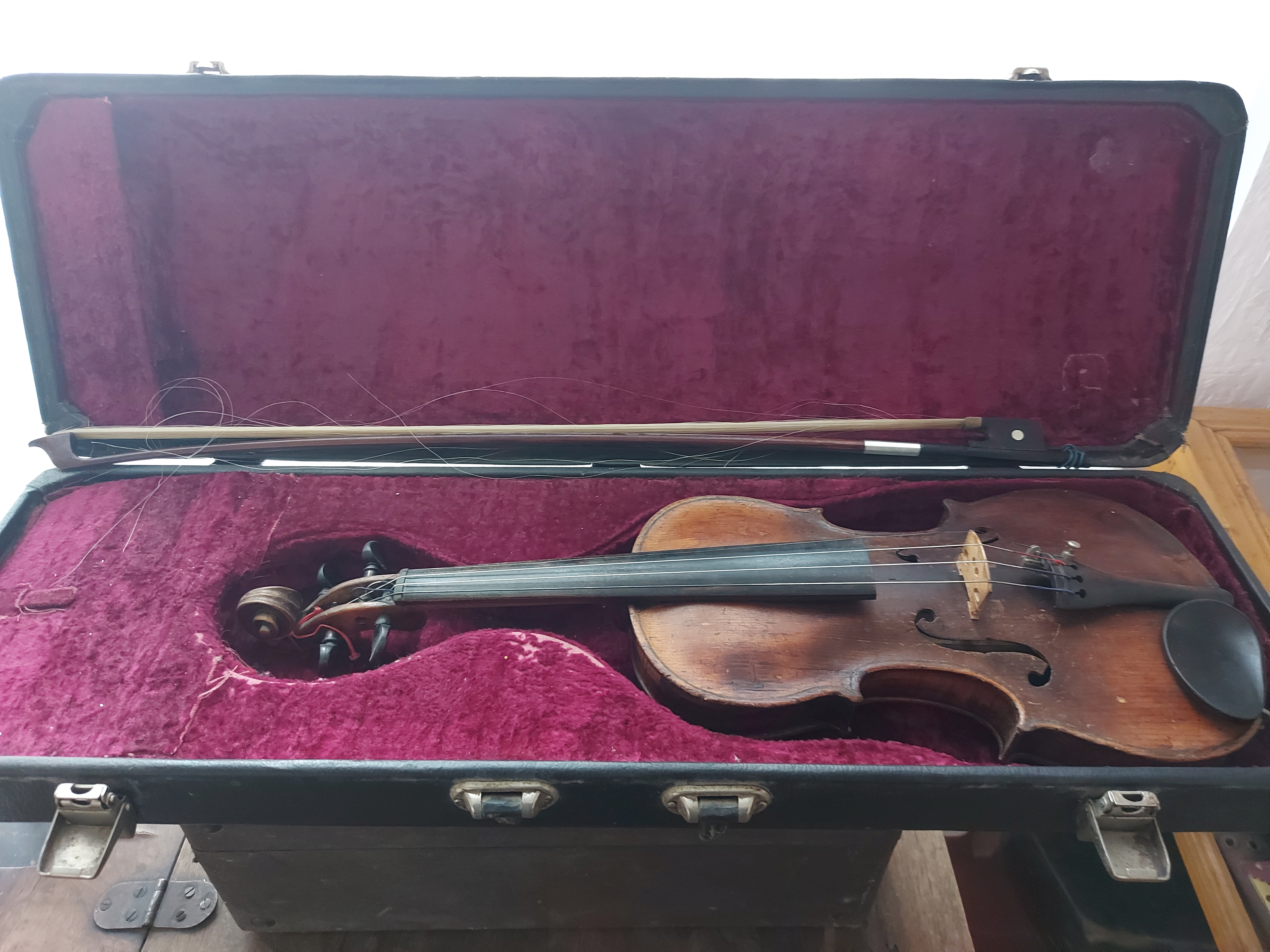
Vioara lui Toadere Captari păstrată în Muzeul satului Costiceni

Toadere Captari a fost pasionat încă din anii copilăriei de arta meșteririi instrumentelor muzicale. Fiind un vestit meșter de instrumente populare aerofone în perimetrul cuprins între Noua Suliță, Edineți și Herța, la el acasă veneau să comande instrumente artiști de elită din Republica Moldova și România.
Printre solicitanții de naiuri, fluiere, ocarine s-a aflat renumitul muzician și dirijor Dumitru Blajinu, originar din Pererâta. Toadere Captari îl ajută pe acesta să își perfecționeze măiestria violonistică și cea de acordeonist. Îi oferă, în premieră, lecții de nai și-i face cadou unul dintre cele mai bune instrumente construite de el, pe care, în 1969, Dumitru Blajinu îl va pune în mâna lui Vasile Iovu, viitorul maestru de nai, deschizând astfel calea formării unei adevărate școli de nai în ex-RSS Moldovenească. Colaborarea fructuoasă între Toadere Captari și Dumitru Blajinu, a influențat benefic activitatea ambilor rapsozi. 
De remarcat că neîntrecutul naist român Gheorghe Zamfir, o somitate internațională în domeniu, a cântat și el din naiurile făcute de Toadere Captari din Costiceni. Anume domeniul confecționării instrumentelor muzicale i-au adus lui Toadere Captari recunoașterea talentului său. 
În luna iunie a anului 1970, la o expoziție de la Chișinău, o comisie desemnată de Ministerul Culturii i-a conferit lui Toadere Captari titlul onorific de „Meșter popular al R.S.S. Moldovenești”, pentru etalarea acestei arte tradiționale.
Adeverința care atestă acest titlu se păstrează în Muzeul de istorie și etnografie a satului Costiceni. 

## Decesul
Cu trei ani înaintea ieșirii la pensie, la 19 august 1980, pentru întreaga carieră artistică și pentru succesele remarcabile obținute în promovarea și perpetuarea culturii muzicale autohtone, Toadere Captari a fost distins cu titlul onorific de „Lucrător Emerit al Culturii din R.S.S. Ucraineană”.
La 10 mai 1998, când orchestra „Izvoraș” și-a marcat semicentenarul, rapsodul Toadere Captari nu mai era în viață. La data de 25 septembrie 1995, după o boală grea, inima virtuozului rapsod de pe Valea Prutului a încetat să mai bată. Dar amintirea și mărinimia maestrului au rămas vii în memoria celor care l-au cunoscut.

## Moștenirea și Impactul Cultural
Toadere Captari a lăsat o moștenire culturală de neprețuit. Activitatea sa în cadrul orchestrei „Izvoraș” și contribuțiile sale la educația muzicală au avut un impact durabil asupra comunității românești din regiunea Cernăuți. Prin eforturile sale neobosite, a reușit să păstreze și să promoveze tradițiile muzicale într-o perioadă de mari schimbări și provocări.
În memoria neîntrecutului lăutar și animator al vieții culturale a comunității rurale din care a făcut parte, la 22 mai 2013, pe clădirea Casei de Cultură din Costiceni a fost dezvelită o placă memorială. Acest eveniment a coincis cu aniversarea a 90-a a nașterii rapsodului.
În 2023, la 100 de ani de la nașterea lui, Societatea Culturală Valea Prutului din regiunea Cernăuți a organizat două manifestările dedicate regretatului om de cultură. Pentru ai onora moștenirea culturală pe 13 aprilie 2023 la Biserica „Sfântul Ierarh Nicolae” din Costiceni a fost oficiată o ceremonie religioasă, iar la 18 aprilie 2023, la Liceul „Ion Vatamanu” din Costiceni s-a desfășurat un spectacol folcloric dedicat omagierii sale, susținut de grupul etnofolcloric „Ghiocelul”.
Toadere Captari a rămas în amintirea colectivă ca un artist dedicat, un educator talentat și un custode al tradițiilor muzicale. Activitatea sa a contribuit semnificativ la identitatea culturală a românilor din regiunea Cernăuți, asigurându-se că muzica populară românească va continua să fie apreciată și iubită de generațiile viitoare. În 2023, la Editura Prospexi din Dorohoi a apărut cartea „Toadere Captari: un veritabil rapsod de pe Valea Prutului (100 de ani de la naștere)”, semnată de Sergiu Barbuța, președintele Societății Culturale „Valea Prutului”. 
Cartea aduce în prim-plan momente semnificative din viața artistului, trăite în perioada interbelică și postbelică, de la începuturile în muzică până la recunoașterea oficială primită în 1970, când i s-a acordat titlul de „Meșter Popular al Republicii Moldova” și în 1980, când a fost învrednicit cu titlul de „Lucrător Emerit al Culturii din Ucraina”.
Totodată, autorul face o incursiune în viața culturală a satului Costiceni. Cartea conține o bogată colecție de fotografii, colectate cu grijă de autor, și oferă cititorilor o imagine completă a fenomenului muzical-artistic din localitate, omagiindu-i pe toți cei care au contribuit la promovarea și consolidarea culturii naționale.